# Ronald Žlabur
Ronald Žlabur (Oroslavje, 8. prosinca 1976.) hrvatski je kazališni, televizijski i filmski glumac.

## Biografija
Poznat je po svom nagrađivanom i aktivnom kazališnom angažmanu. Djeluje u zagrebačkom kazalištu "Komedija", te pojavljivao se u predstavam GD Histriona, te Male scene. Od šest nominacija za Nagradu hrvatskog glumišta, osvojio je dvije. Proglašen je Najhistrionom 2006. godine. Pojavio se na televiziji, filmu te sinkronizira crtane filmova i serije.

## Filmografija

### Televizijske uloge
- "Jugoslavenske tajne službe" kao Jozo Cvitanović (2012.)
- "TV vrtić" kao Roni (2010. – 2014.)
- "Zakon!" kao Rudi (2009.)
- "Bitange i princeze" kao nogometaš Josip (2005.)
- "Žutokljunac" kao vrtlar (2005.)

### Filmske uloge
- "Čovjek ispod stola" kao Suri (2009.)
- "Snivaj, zlato moje" kao Ladović #1 (2005.)
- "Nebo, sateliti" kao srpski vojnik (2001.)

### Sinkronizacija
- "Čovpas" kao Perajko (2025.)
- "Sonic: Super jež 2" kao Wade (2022.)
- "Veliki crveni pas Clifford" kao g. Jarvis (2021.)
- "Space Jam: Nova legenda" kao Zekoslav Mrkva (2021.)
- "Sonic: Super jež 1" kao Wade (2020.)
- "Luis i društvo iz svemira" kao Mog i snimatelj (2018.)
- "Petar Zecimir" kao poštar (2018.)
- "Neparožderi" kao Hihić (2017.)
- "Mali šef" kao Ted Templeton (2017.)
- "Knjiga o džungli 1" kao Kaa (2016.)
- "Superknjiga" kao Gizmo (2016. – 2020.)
- "Tko se boji vuka još" kao Živko (2016.)
- "Top Cat: Mačak za 5" kao Pero Petlja (2016.)
- "Snježna groznica" kao Olaf (2015.)
- "Pingvini s Madagaskara" kao Kratak Fitilj [Ken Jeong] (2014.)
- "Štrumpfovi 2" kao Licko Štrumpf (2013.)
- "Sedmi patuljak" kao Bobo (2014.)
- "Snježno kraljevstvo 1" kao Olaf (2013.)
- "Krš i lom 1" kao Felix (2012.)
- "Ledeno doba 4: Zemlja se trese" kao Bedak (2012.)
- "Arthur Božić" kao Arthur i vilenjak (2011.)
- "Auti 2" kao Krntek (2011.)
- "Priča o igračkama 2" kao Cvilko (2010.)
- "Priča o igračkama 1" kao Slovko (2010.)
- "Princeza i žabac" (2009.)
- "Nebesa" kao Dado (2009.)
- "Čudovišta iz ormara" kao Needlemam i Žuč (2009.)
- "Grom" (2008.)
- "Zvončica" (franšiza) kao Klenk (2008. – 2015.)
- "Život buba" kao Hajmlih (2008.)
- "Knjiga o džungli 2" kao Kaa (2008.)
- "Aladin i kralj lopova" (2004.)
- "Lilo i Stitch" (serija) kao Hrčak
- "Spužva Bob Skockani" kao Spužva Bob (Project 6 sink)
- "Ed, Edd i Eddy" kao Edd
- "Krava i pile" kao Pile
- "Ulica Sezam" kao Kermit
- "Bikeri s Marsa" kao Von Dlaka

## Vanjske poveznice
- Stranica na Komedija.hr  Arhivirana inačica izvorne stranice od 24. veljače 2009. (Wayback Machine)
- Stranica na mala-scena.hr  Arhivirana inačica izvorne stranice od 8. travnja 2010. (Wayback Machine)
- Ronald Žlabur u internetskoj bazi filmova IMDb-u (engl.)